# Stanisław Dydek
Stanisław Leon Dydek (ur. 8 kwietnia 1926 w Starej Wsi, zm. 17 listopada 2002 tamże) – polski inżynier mechanik, wykładowca akademicki, nauczyciel, działacz społeczny, pisarz, publicysta.

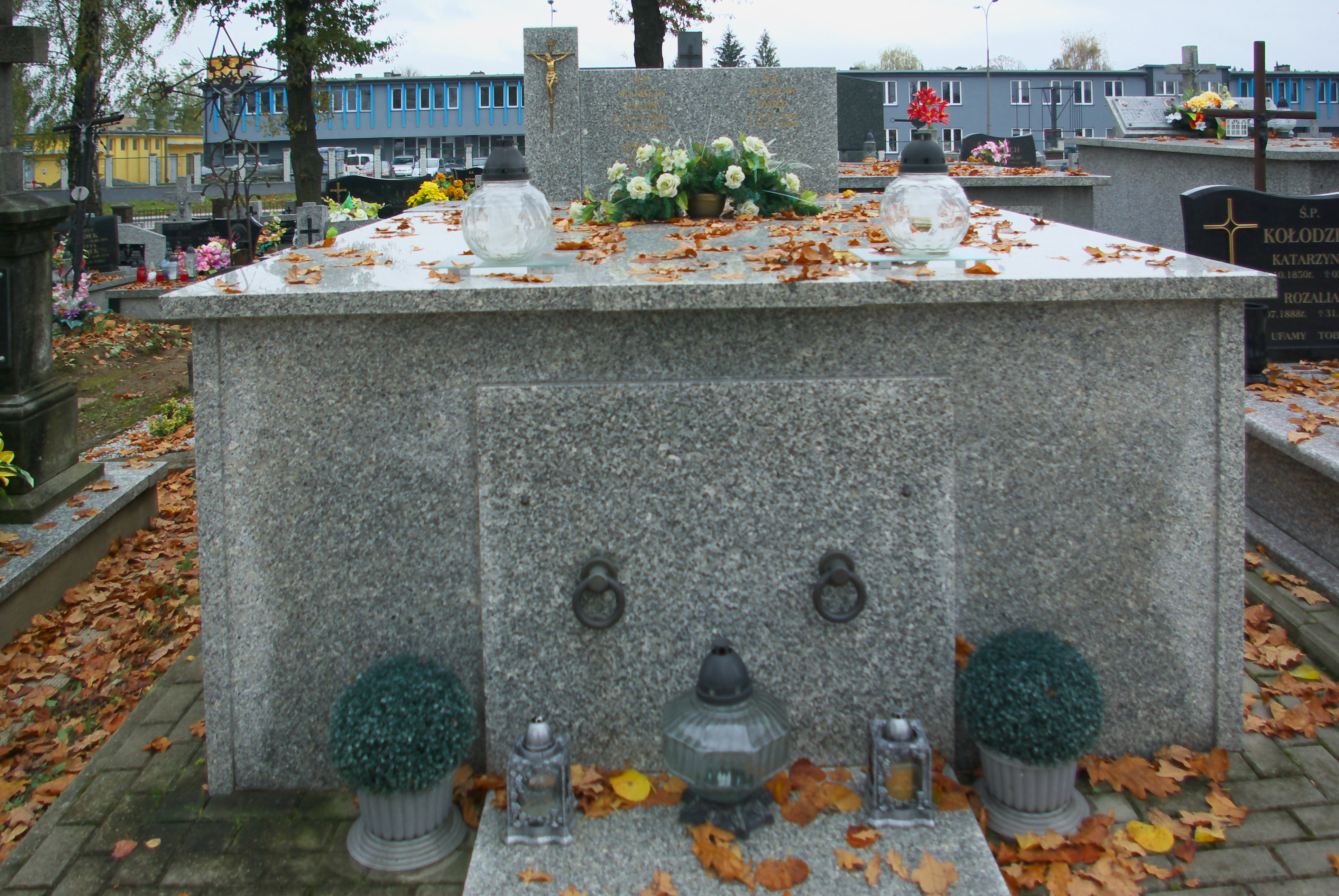
Grobowiec Stanisława Dydka

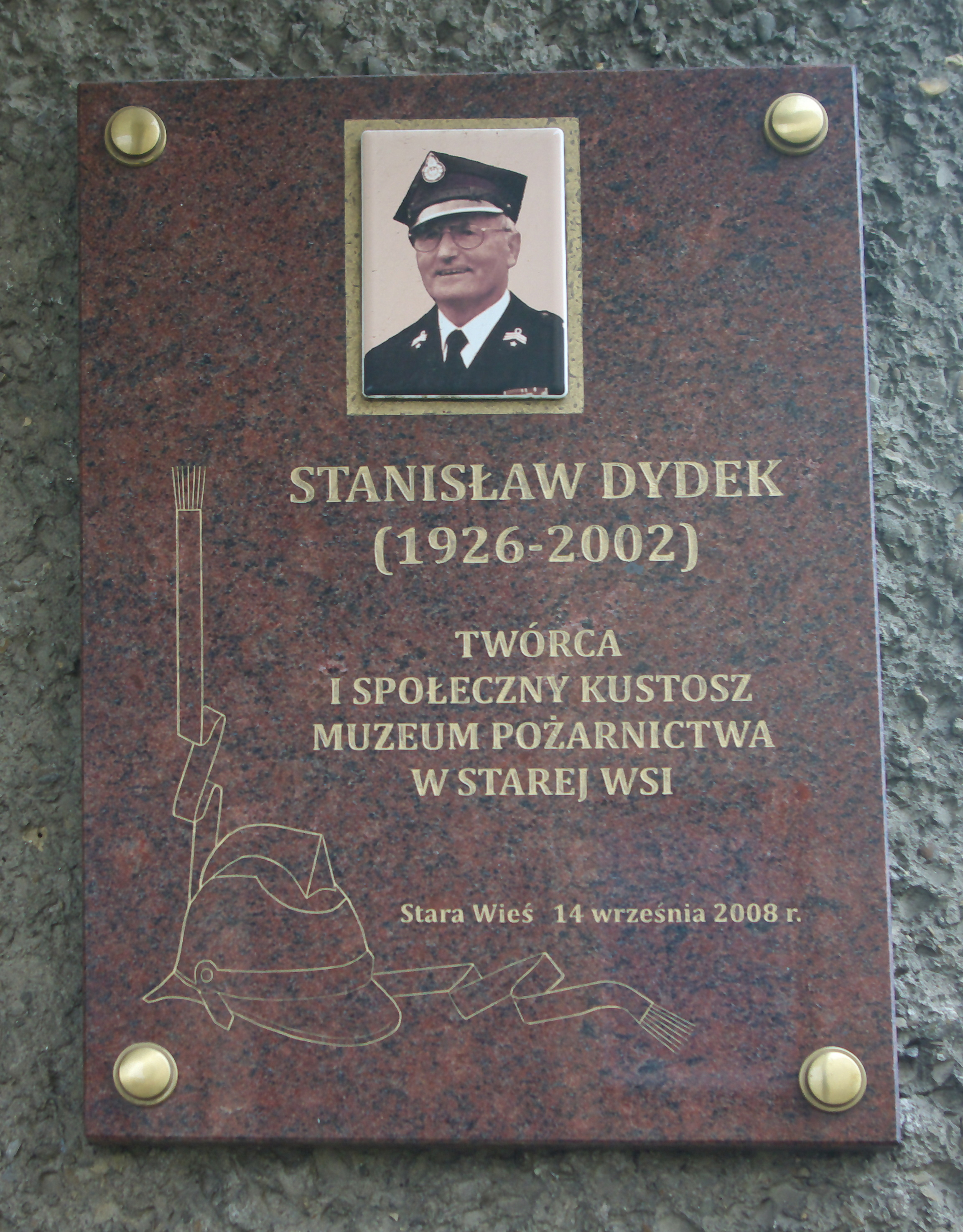
Tablica upamiętniająca Stanisława Dydka w Muzeum Pożarnictwa w Starej Wsi

## Życiorys
Urodził się 8 kwietnia 1926 roku w Starej Wsi. Był synem Jana (stolarz, zm. 1927) i Wiktorii z domu Nagay. W rodzinnej miejscowości w 1939 ukończył szkołę powszechną, a latem 1943 zdał tzw. małą maturę ośrodku tajnego nauczania oo. jezuitów. Po wojnie zdał egzamin dojrzałości w Liceum Ogólnokształcącym w Brzozowie (według jednego źródła w 1945, według innego i samego S. Dydka w 1946). W 1946 podjął studia na Wydziale Komunikacji Akademii Górniczo-Hutniczej w Krakowie. Podczas studiów był pracownikiem naukowym Katedry Mechaniki Teoretycznej, później w Katedrze Silników Samochodowych i Lotniczych. Po przekształceniu uczelni w 1951 ukończył studia na Politechnice Krakowskiej uzyskując tytuły magistra nauk technicznych i inżyniera mechanika. Został asystentem prof. Stefana Ziemby (współpracował z nim już na studiach) w Katedrze Mechaniki na Wojskowej Akademii Technicznej w Warszawie, skąd został zwolniony w 1952. Podjął pracę nauczyciela w szkołach mechanicznych przy Fabryce Wagonów w Sanoku (w tym zakładzie przed laty pracował jego ojciec jako stolarz). Od 1952 do 1961 wykładał mechanikę, budowę samochodów i budowę silników samochodowych w Technikum Przemysłu Samochodowego. Pełnił funkcję dyrektora ds. pedagogicznych szkół mechanicznych od 1954 do 1955 oraz sprawował stanowisko dyrektora od 1955 do 1959. Po odejściu z pracy w szkole był zatrudniony od 1959 do 1982 w sanockiej fabryce, działającej później pod nazwą Sanocka Fabryka Autobusów „Autosan”. W latach 60. był głównym technologiem. Awansując na kolejne funkcję finalnie od 1976 pełnił stanowiska zastępcy dyrektora ds. zaopatrzenia i kooperacji. Był także organizatorem punktu konsultacyjnego Politechniki Krakowskiej, działającego przy Autosanie.
W 1982 odszedł na emeryturę i osiadł w rodzinnej Starej Wsi. Tam od 1984 do 1990 był przewodniczącym rady sołeckiej, od 1985 do 1992 przewodniczącym rady parafialnej, od połowy 1996 kierował miejscową organizacją Akcja Katolicka. W 1980 zaangażował się w działalność Ochotniczych Straży Pożarnych pełniąc funkcję w jej gremiach w okolicy, w tym był prezesem OSP w Starej Wsi od 1982 do 1990. W 1986 był założycielem Muzeum Pożarnictwa w Starej Wsi i został jego społecznym kustoszem. Był publicystą, jego artykuły dotyczyły zarówno dziedziny technicznej, pożarnictwa, lecz także tematyki patriotyczno-religijnej, na którą kładł nacisk w swojej pracy pedagogicznej. Był współautorem publikacji pt. Autosan. Praca zbiorowa pod redakcją Adama Orłowskiego, wydanej z okazji obchodów 150-lecia powstania fabryki. Wydał monografię dotyczącą rodzinnej wsi, monografię opisującą historię szkół mechanicznych w Sanoku. Zasiadał w kolegium redakcyjnym pisma „Gazeta Sanocka – Autosan”, był redaktorem czasopisma parafialnego „Pod Parnasem”, tworzył „Zeszyty Brzozowskie”.
Zmarł 17 listopada 2002 w Starej Wsi. 20 listopada 2002 został pochowany na tamtejszym cmentarzu w grobowcu rodziny swojej żony (Cycoń).

## Upamiętnienie
Na cześć założyciela nazwano Muzeum Pożarnictwa im. Stanisława Dydka w Starej Wsi. Na fasadzie siedziby tej jednostki została odsłonięta tablica honorująca Stanisława Dydka 14 września 2008.

## Publikacje
- Fabryczna galeria w linorytach Zbigniewa Osenkowskiego (1981)
- Autosan. Praca zbiorowa pod redakcją Adama Orłowskiego. Warszawa: Ludowa Spółdzielnia Wydawnicza, 1982. Brak numerów stron w książce
  - rozdziały: Od kotła – do samochodów i przyczep, Myśl techniczna rodem z Sanoka oraz Kalendarium[9]
- Przegląd dokonań Mistrza Gospodarności miasta Brzozowa (1982, współautor: Zbigniew Osenkowski)
- Rodowody i dokonania straży pożarnych w mieście i gminie Brzozów (1984)
- Na 75-lecie Ochotniczej Straży Pożarnej w Trześniowie (1985, współautorzy: Zbigniew Osenkowski, Leon Ziemiański)
- Katalog pamięci walk i straceń w regionie brzozowskim (1985, współautorzy: Maksymilian Dąbrowski; Wojciech Marszałek)
- Jezuicki Ośrodek Tajnego Nauczania w Starej Wsi (1989)
- Stulecie kopalnictwa naftowego w Starej Wsi (1892-1992) (1992)
- Brzozowskie tradycje pożarnicze (1994)
- Stara Wieś. Z dziejów wsi i sanktuarium (1996)[10]
- Zespół Szkół Mechanicznych w Sanoku 1946–1996 (1997)
- Szkoła obywatelskiej służby. Z dziejów Ochotniczej Straży Pożarnej w Brzozowie 1874-1999 (1999)
- Ludzie spod znaku św. Floriana. Zarys dziejów ochrony przeciwpożarowej ziemi brzozowskiej na tle Podkarpacia i kraju 1865-2001 (2001)

## Odznaczenia i wyróżnienia
- Krzyż Oficerski Orderu Odrodzenia Polski (10 października 2002, za wybitne zasługi w działalności na rzecz społeczności lokalnej)[11]
- Krzyż Kawalerski Orderu Odrodzenia Polski (1982)[12][13]
- Srebrny Krzyż Zasługi (1971)
- Złota Odznaka „Za zasługi dla rozwoju przemysłu maszynowego” (1977)[14]
- Złota Odznaka Stowarzyszenia Inżynierów i Mechaników Polskich (1978)
- Złoty Medal „Za Zasługi dla Pożarnictwa” (1981)
- Odznaka „Zasłużony dla województwa krośnieńskiego” (1982)[15]
- Odznaka „Zasłużony dla Sanoka” (1981)
- „Jubileuszowy Adres” (1984)[16]
- Odznaka „Zasłużony Działacz Kultury” (1985, za zainicjowanie utworzenia zespołu regionalnego „Wesele w Starej Wsi”)
- Złoty Znak Związku Ochotniczych Straży Pożarnych RP (1994)
- Medal honorowy im. Bolesława Chomicza (1999)
- Nagroda Zarządu Województwa Podkarpackiego (2001)
- Odznaka „Zasłużony dla Ochrony Przeciwpożarowej” (2001)[17]
- Tytuł „Oryginalność Roku 1996 w powiecie brzozowskim”